# Ma cà rồng Geon
Ma cà rồng Geon (tiếng Nga: Вампиры Геоны) hoặc Chủ nhân Geon (tiếng Nga: Хозяева Геоны) là một phim hoạt họa khoa học viễn tưởng do Gennady Tischenko biên kịch và đạo diễn, xuất phẩm năm 1991 tại Moskva.

## Lịch sử
Truyện phim phỏng theo trung thiên Ma cà rồng Heinomius mà tác giả Gennady Tischenko đã xuất bản năm 1977.

## Nội dung
- Tập 1: Ma cà rồng Geon

Ủy ban Vũ trụ học (Космоэкологическая Комиссия, КЭК) biệt phái thanh tra Yanin đáp phi thuyền tới hành tinh xa xôi Geon nhằm tìm hiểu nguyên nhân loài ma cà rồng bản địa hình dạng giống thằn lằn sấm cứ tấn công đoàn thám hiểm Galax. Nhóm Galax gồm hỗn hợp nhà khoa học đa quốc gia bấy giờ đã thiết lập xong một căn cứ nhỏ tại Geon nhằm mở đường cho cuộc xâm chiếm làm chốn định cư mới của nhân loại.
Không ngờ, chính Yanin trở thành nạn nhân của ma cà rồng. Anh lên cơn sốt phải nằm điều trị, thi thoảng da mẩn ngứa khiến anh trông như quỷ dữ. Sau khi Yanin tạm bình phục, nhóm trưởng Galax (người Mỹ) kể cho anh nghe về cái chết của nhiều khoa học gia đến trước anh. Đồng thời, nhóm trưởng cho biết, Galax chưa có cách gì khắc chế những cuộc tấn công chớp nhoáng của bầy ma cà rồng, tạm thời chỉ có thể đuổi chúng bằng tín hiệu siêu âm.
- Tập 2: Chủ nhân Geon

Yanin quyết định bỏ căn cứ đi trinh sát để nắm vững tình hình hơn các khoa học gia hèn nhát. Trên đường đi, Yanin lại bị ma cà rồng tấn công, nhưng điều kỳ quặc là chúng chỉ hút máu rồi bay mất. Anh mạo hiểm cởi áo bảo hộ để tập quen với không khí Geon, đồng thời hi vọng cơ thể tự sinh kháng thể trị bệnh cho ma cà rồng gây nên.
Run rủi thế nào, Yanin lặn xuống đáy biển Geon, gặp một chủng tộc siêu thông minh và được biết rằng: Ma cà rồng là sinh vật quan trọng trong hệ sinh thái Geon, được huấn luyện để đi lấy máu động vật về truyền cho giống người này thông qua lỗ rốn.
Quay về căn cứ, Yanin đề nghị dừng công tác thí nghiệm và kết thúc cả kế hoạch can thiệp vào hệ sinh thái Geon. Các khoa học gia bèn lên phi thuyền quay về địa cầu.

## Kĩ thuật
- Điều phối: Kabul Rasulov, Ernst Gaman
- Hòa âm: Nelli Kudrina

## Hậu trường
Gương mặt nhân vật trong Ma cà rồng Geon được phỏng theo các minh tinh Arnold Schwarzenegger và Sylvester Stallone - điều khá phổ biến trong các phim hoạt họa perestroyka.